# بسته موج

یک انیمیشن حلقه‌ای از یک بسته موج که بدون پاشش منتشر می‌شود.

در فیزیک، بسته موج که قطار موج و گروه موج نیز نامیده می‌شود، یک انفجار کوتاه از عمل موضعی موج است که به عنوان یک واحد حرکت می‌کند و توسط یک پوش مشخص می‌شود. یک بسته موج را می‌توان در مجموعه‌ای بالقوه بی‌نهایت از امواج سینوسی جزئی از اعداد موج متفاوت با فازها و دامنه‌هایی متفاوت تجزیه و تحلیل یا از آن سنتز کرد؛ به گونه‌ای که این امواج تنها در ناحیه کوچکی از فضا تداخل سازنده دارند و در جاهای دیگر مخرب هستند. هر سیگنالی با عرض محدود در زمان یا مکان به اجزای فرکانس زیادی در اطراف یک فرکانس مرکزی با پهنای باند دارای نسبت معکوس با عرض آن نیاز دارد. حتی یک تابع گاوسی نیز نوعی بسته موج در نظر گرفته می‌شود، زیرا تبدیل فوریه در آن، «بسته‌ای» از امواج بسامدی است که در اطراف یک بسامد مرکزی جمع شده‌اند. هر جزء از تابع موج و از این رو هر جزء از بسته موج، راه‌حل‌های یک معادله موج هستند. بسته به معادله موج، مشخصات بسته موج ممکن است ثابت بماند (بدون پاشش) یا ممکن است در حین انتشار تغییر کند (پاشش).